# Proasellus variegatus
Proasellus variegatus is een pissebed uit de familie Asellidae. De wetenschappelijke naam van de soort is voor het eerst geldig gepubliceerd in 1982 door Odette Afonso.